# 菌褶

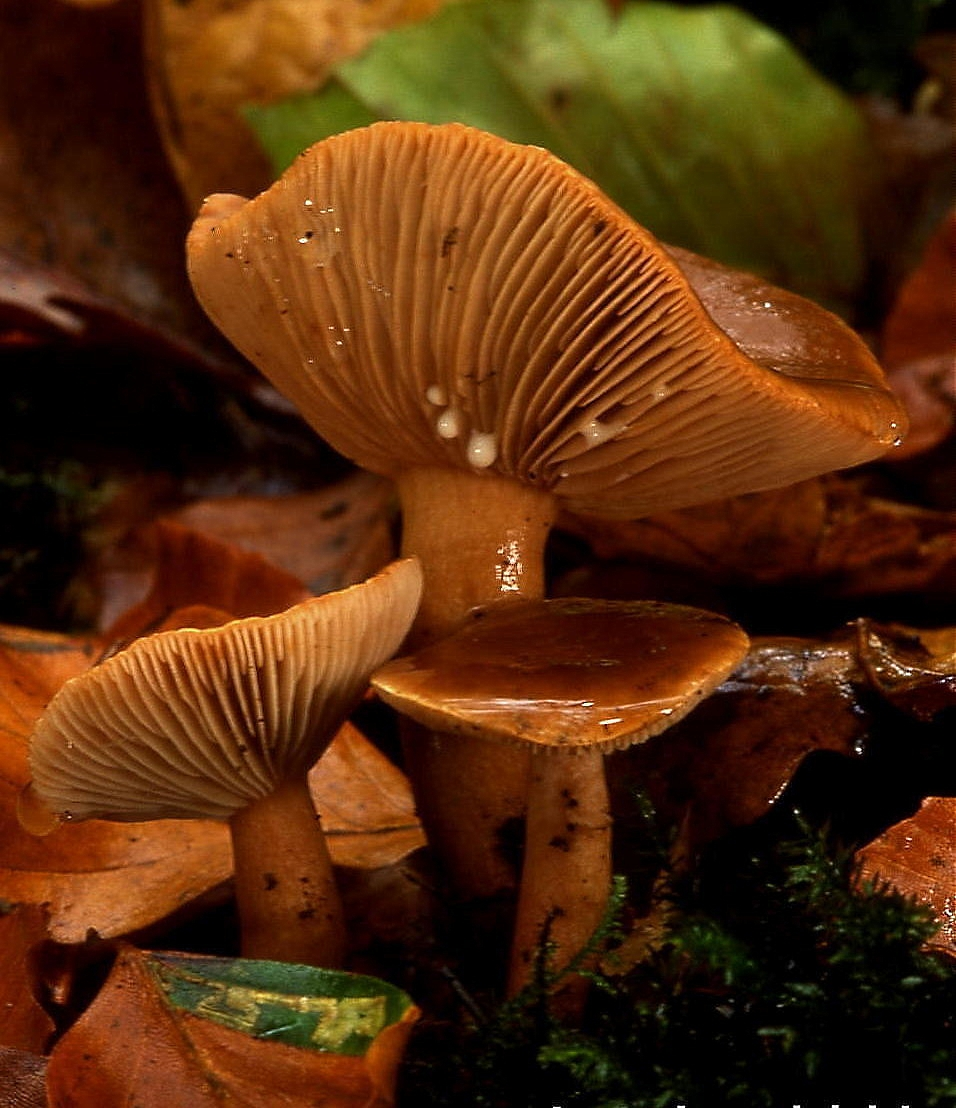
微甜乳菇的子實體，與蕈柄連接（adnate）。此菌的蕈褶會分泌乳膠，是辨認蕈類時的重要依據

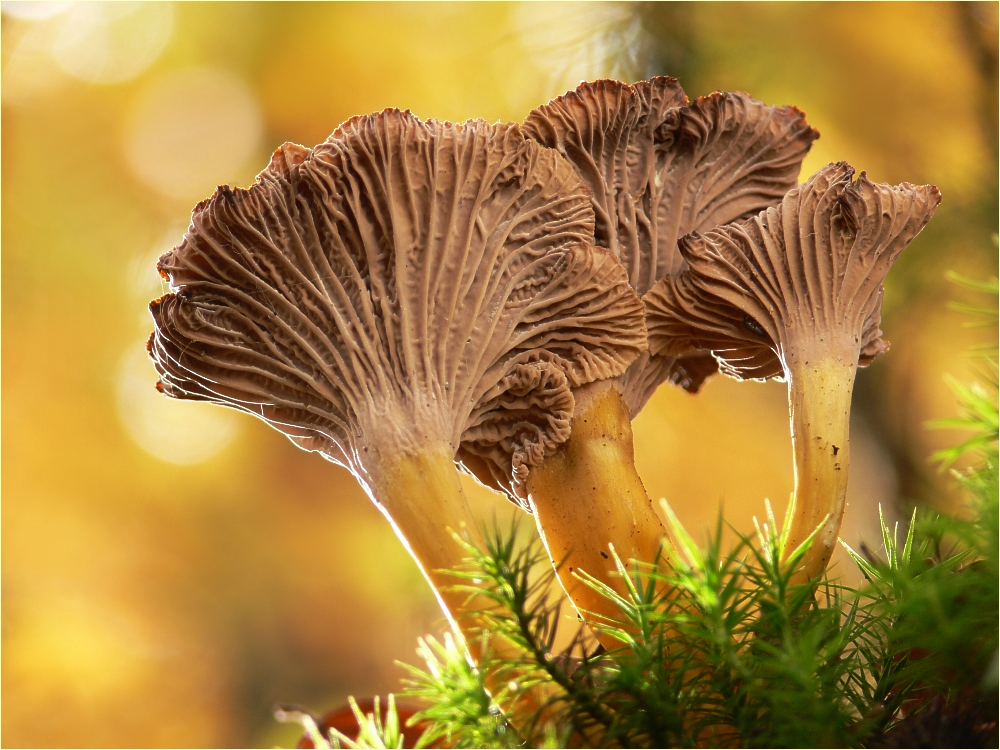
管形雞油菌的假蕈褶

蕈褶（英語：lamella, gill），又稱菌褶，是有些擔子菌門真菌子實體（擔子果）的菌蓋內側的脊狀突起，多條脊狀突起以蕈柄為中心，一般形成放射狀的排列。蕈褶表面有子實層，是擔孢子產生之處，子實層下方則是子實下層與菌髓。蕈褶是辨認傘菌目物種的重要依據。

## 特徵
蕈褶的特徵經常用來辨認傘菌種類，最常用的特徵是蕈褶與蕈柄的連結方式，常以側面觀看時蕈褶排列的形狀判定，不過個別蕈褶的顏色、排列方式、形狀與被割開後變色與否等也可以用於分類。另外蕈褶還可能有其他巨觀或微觀的特徵，例如乳菇屬物種的蕈褶常有乳膠滲出，這些特徵也對判斷種類很有幫助，在乳菇屬的例子中，乳膠原本的顏色與暴露在空氣下一段時間後的顏色都是辨別種類的重要方式。
蕈褶排列的形狀除了基本的放射型外，每一條蕈褶還可能往菌蓋邊緣分叉而形成次級、三級、甚至四級蕈褶，以增加可用於產生擔孢子的子實層表面積。

## 有蕈褶的真菌種類
最早認為只有傘菌目的蕈類具有蕈褶，但隨著真菌研究的進展，有些具有蕈褶的物種被發現不是傘菌目的成員，現在一般認為蕈褶經由趨同演化在不同蕈類的演化支中多次出現。蕈褶多次的演化很可能是因為這種結構可以提高蕈類的表面積，是增加產生、散播擔孢子的潛力的最佳方法之一。
除了傘菌目的蕈類外，其他具有蕈褶的擔子菌還有：
- 紅菇目的紅菇屬[4]、乳菇屬[2]與小香菇屬[4]。
- 牛肝菌目下的許多屬，包括鉚釘菇屬[5]、色钉菇属、椿菇屬（英语：Paxillus）[4]與擬蠟傘屬等。
- 多孔菌目的部分蕈類，如革耳菌属[4]、櫟迷孔菌、粗糙擬迷孔菌、桦革褶菌（英语：Trametes betulina）[6]與篱边粘褶菌（英语：Gloeophyllum sepiarium）[7]。

另外，雞油菌目的兩個屬喇叭菌屬與雞油菌屬有一種被稱為「假蕈褶」（false gill）的結構，與蕈褶外型類似，但假蕈褶脊狀突起的頂端也有子實層著生，兩側的子實層是連續的，因此可以說是皺褶狀的子實層，不像一般蕈褶脊狀突起只有兩側有子實層，頂端則沒有。另外不同於一般蕈褶容易從菌蓋上被摘除，假蕈褶在結構上不是獨立的單元，難以被摘除。釘菇目釘菇屬的蕈類也有假蕈褶。各種假蕈褶的結構也為蕈褶演化的過程提供線索

## 蕈褶的分類
蕈褶可依其於蕈柄相連的方式分類：

Adnate：蕈褶正常與蕈柄連接
Adnexed：蕈褶與蕈柄以一個小接觸點連接
Decurrent：不與菌蓋平行、沿蕈柄向下生長
Emarginate：在抵達蕈柄時突然變短
Free：不與蕈柄相連
Seceding：脫水後脫離蕈柄
Sinuate：抵達蕈柄前先突然變短，再往蕈柄延伸
Subdecurrent：大致與菌蓋平行，接近蕈柄時向下生長一小段